# Mendatica
Mendatica (Mendàiga o Mendéga in ligure) è un comune italiano di 158 abitanti della provincia di Imperia in Liguria.
I suoi abitanti, mendaticesi, per tradizione locale vengono comunemente denominati mendaighini.

## Geografia fisica

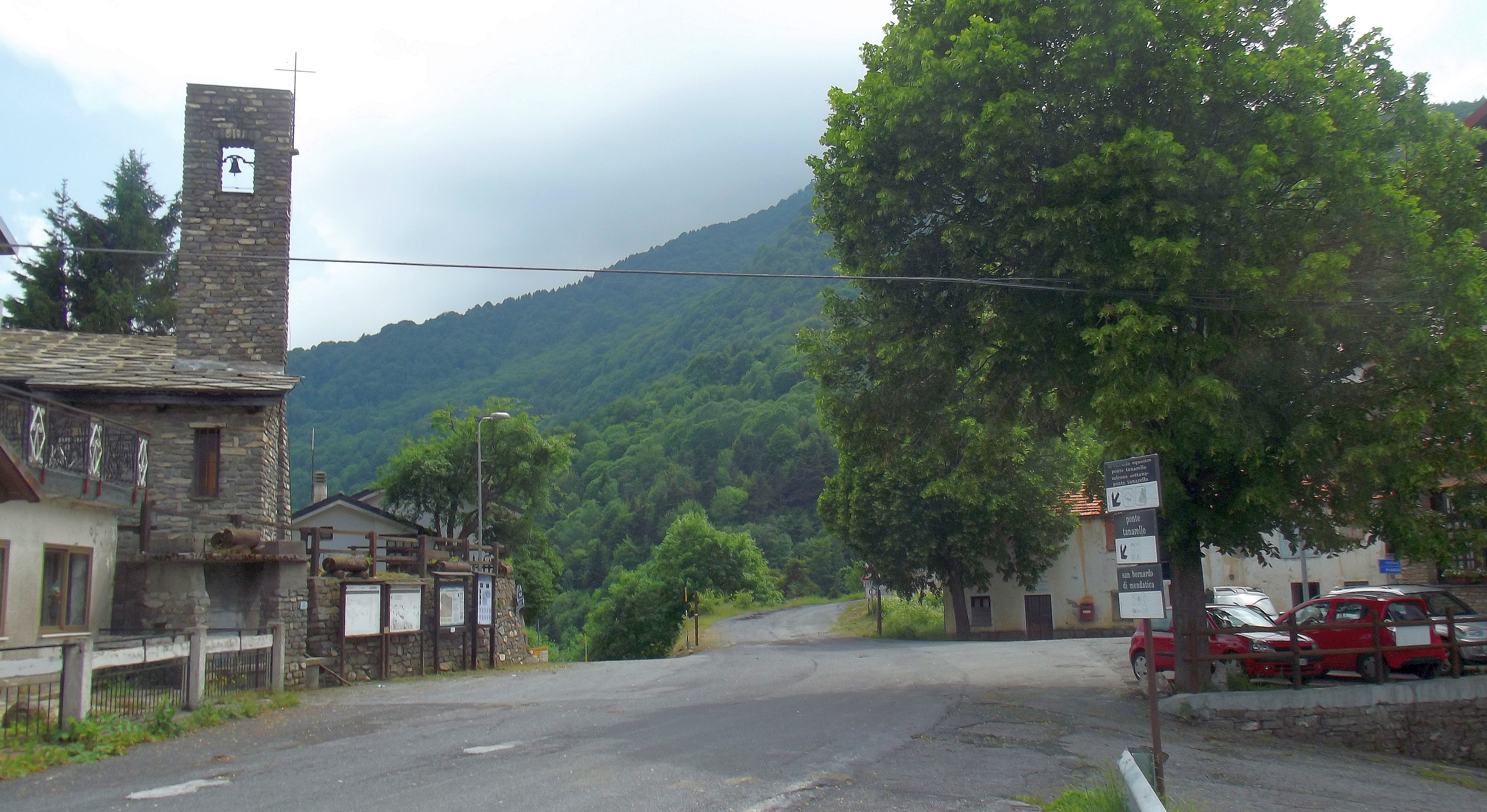
Il Colle San Bernardo di Mendatica

Collocato sulle pendici del monte Frontè (2151 m) domina l'alta valle Arroscia, il cui centro di riferimento è la cittadina di Pieve di Teco.
Il territorio comunale di Mendatica si estende anche su parte della contigua val Tanarello (bacino del fiume Tanaro), con le frazioni di San Bernardo, Monesi di Mendatica, Valcona Soprana, Valcona Sottana, Valcona Secae e Le Salse (gran parte di queste frazioni, insieme con l'oramai scomparsa Poilarocca, fungevano da malga estiva per i pastori).
Il territorio fa parte del Parco naturale regionale delle Alpi Liguri.
L'abitato è molto allungato lungo il pendio della montagna, e durante l'inverno il paese viene illuminato dal sole soltanto fino al primo pomeriggio.
Tra le altre vette del territorio mendaticese la Cima Garlenda (2141 m), la Cima Omo dell'Alpetta (2052 m), la Cima Caruetta (1837 m), il Bric Scravaglion (1745 m), il Poggio San Martino (1401 m), il Poggio Forcarau (1286 m) e il Colle San Bernardo di Mendatica (1262 m).

## Origini del nome
Il nome dialettale ligure Mendéga, ciòè "manda acqua", è indicativo dell'abbondanza di sorgenti della zona.

## Storia

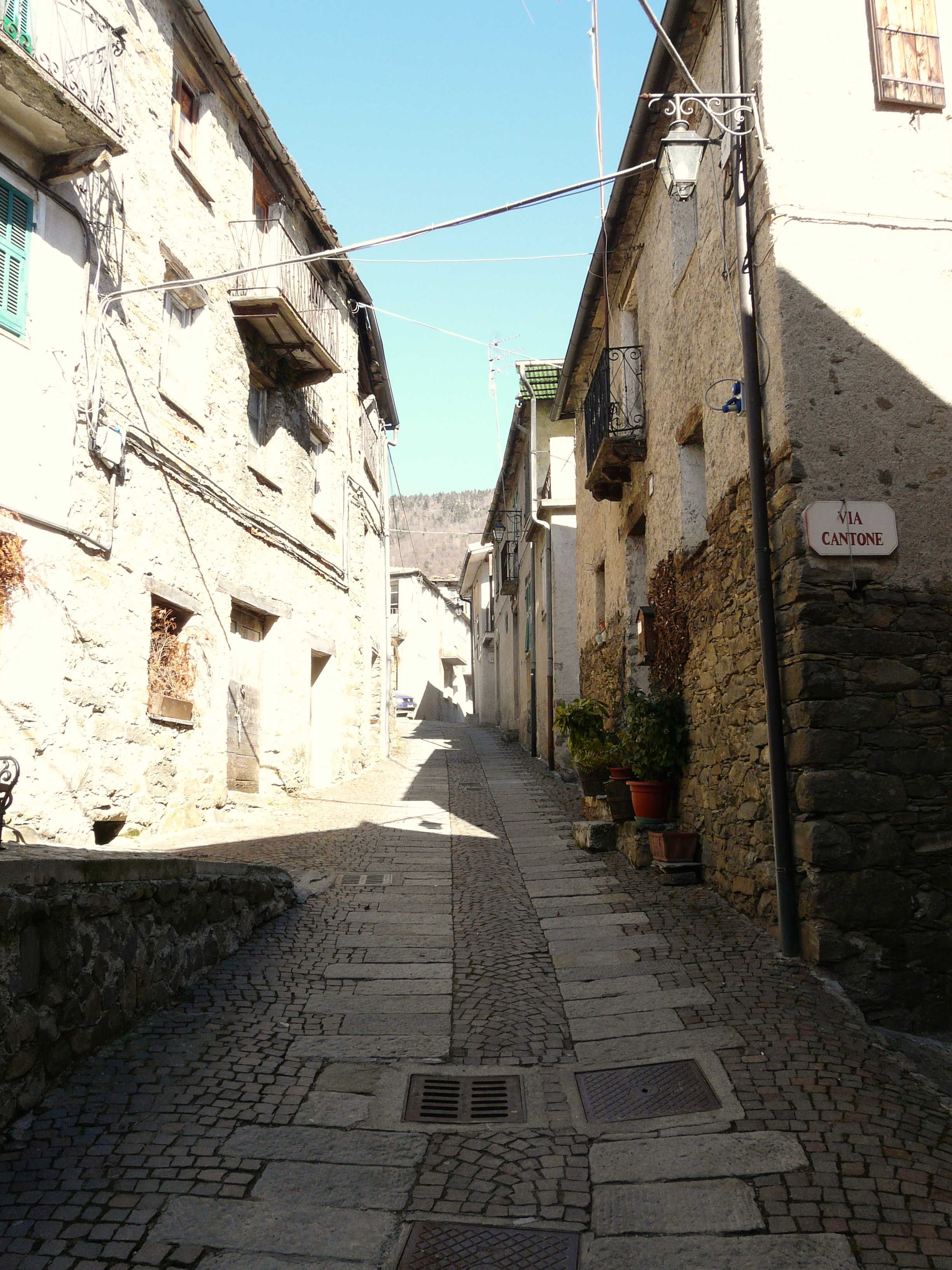
Scorcio del centro storico di Mendatica

Secondo fonti locali il primitivo villaggio di Mendatica sorse presumibilmente a seguito dell'assedio e della successiva distruzione di Albenga, avvenuta nel 644, per opera dei Longobardi. Parte della primitiva popolazione ingauna si rifugiò infatti nell'entroterra dell'odierno comune, creando insediamenti abitativi o piccoli villaggi sparsi fra le colline. Tra i primi nuclei sorgerà in seguito il paese denominato Mendatica.
A incrementare la popolazione dei villaggi furono soprattutto le frequenti invasioni e scorribande dei pirati saraceni, maggiormente nell'VIII e IX secolo, lungo la costa ligure della Riviera di Ponente che costrinsero gli abitanti costieri a spingersi verso l'entroterra ponentina e quindi incrementando i villaggi montani. Nonostante le più facili invasioni sulla costa i Saraceni risalirono anche nei paesi collinari, raggiungendo tra l'altro la stessa Mendatica, lasciando segni tangibili della loro presenza ancora oggi con numerose testimonianze e racconti locali.
La caduta dell'Impero romano d'Occidente nel 476 provocò anche in questo territorio l'invasione dei Barbari e la successiva dominazione dei Bizantini che inglobarono questa zona tra l'alta valle del torrente Arroscia e il Tanaro nella Provincia Maritima Italorum (VII secolo). Seguì nel 643 la conquista longobarda del re Rotari e il dominio dei Franchi con l'istituzione del Comitato di Albenga, territorio nel quale fu inserita anche la comunità cosiese. Nella seconda metà del X secolo passò nella costituita Marca Arduinica e in seguito tra i possedimenti feudali dell'alta valle del Tanaro e Arroscia di Bonifacio del Vasto e, alla sua morte, del figlio Anselmo VII marchese di Clavesana.
Intorno all'anno 1000 — periodo in cui si hanno notizie storiche più certe e documentate — divenne feudo imperiale e concessa ai marchesi di Clavesana, potenti signori feudali della zona specie nel ponente ligure e basso Piemonte, fino al passaggio amministrativo e feudale ai conti di Ventimiglia. In questo periodo storico il borgo di Mendatica s'inserì nella castellania dell'alta valle Arroscia che aveva in Cosio di Arroscia il suo centro principale; nel 1233 fu tra le comunità che andarono a fondare Pieve di Teco. Con concessione del marchese di Clavesana e di Savona Manuele Del Carretto del 15 febbraio 1235 i feudi di Cosio, Mendatica e Montegrosso Pian Latte rientrarono tra i possedimenti dei fratelli Oddone e Robaldo di Garessio.

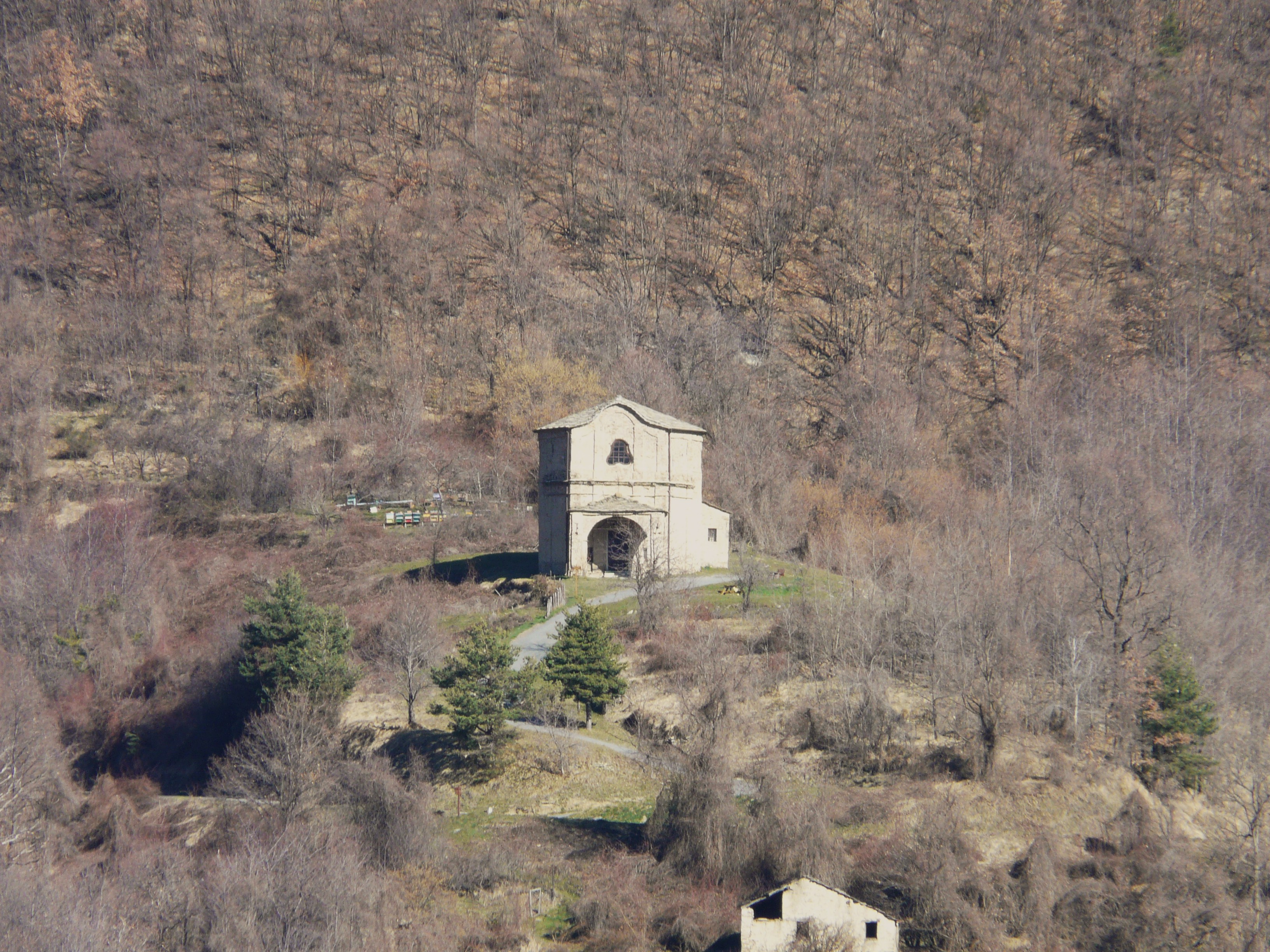
Il santuario della Madonna dei Colombi, del Settecento

Dai nuovi signori feudatari, in particolare dal conte Oberto di Garessio, feudatario locale dei conti ventimigliesi, ottennero nel 1321 il diritto di possedere un proprio notaio e la conseguente riconoscenza di una propria autonomia locale, specie nel settore amministrativo e fiscale. Con atto del 1321 gli Scarella — signori di Pornassio e di Garessio — cedettero parte dei loro beni della Castellania ai fratelli Giacomino e Bonifacio dei conti di Lengueglia che, dopo varie vicissitudini storiche, assunsero il controllo su Cosio e territorio tra il 1386 e il 1390 (investiture confermate dai dogi genovesi Antoniotto Adorno e poi Giacomo Fregoso), dopo le varie cessioni dei marchesi Manuele II di Clavesana, Antonio Del Carretto e Giovanni di Saluzzo. Questa parte del territorio dell'alta valle Arroscia giurò la sua fedeltà alla Repubblica di Genova con atto del 13 giugno 1449 con la firma dei tre rappresentanti delle comunità cosiese, mendaticese e montegrossina. Tuttavia, i rapporti tra la famiglia Lengueglia e lo stato genovese non furono sempre ottimali e in più occasioni si verificarono incomprensioni, ma anche rivolte locali contro la signoria feudale.
Altri scontri bellici si verificarono in questa zona durante la guerra del 1625 tra la Repubblica di Genova e il Ducato di Savoia.

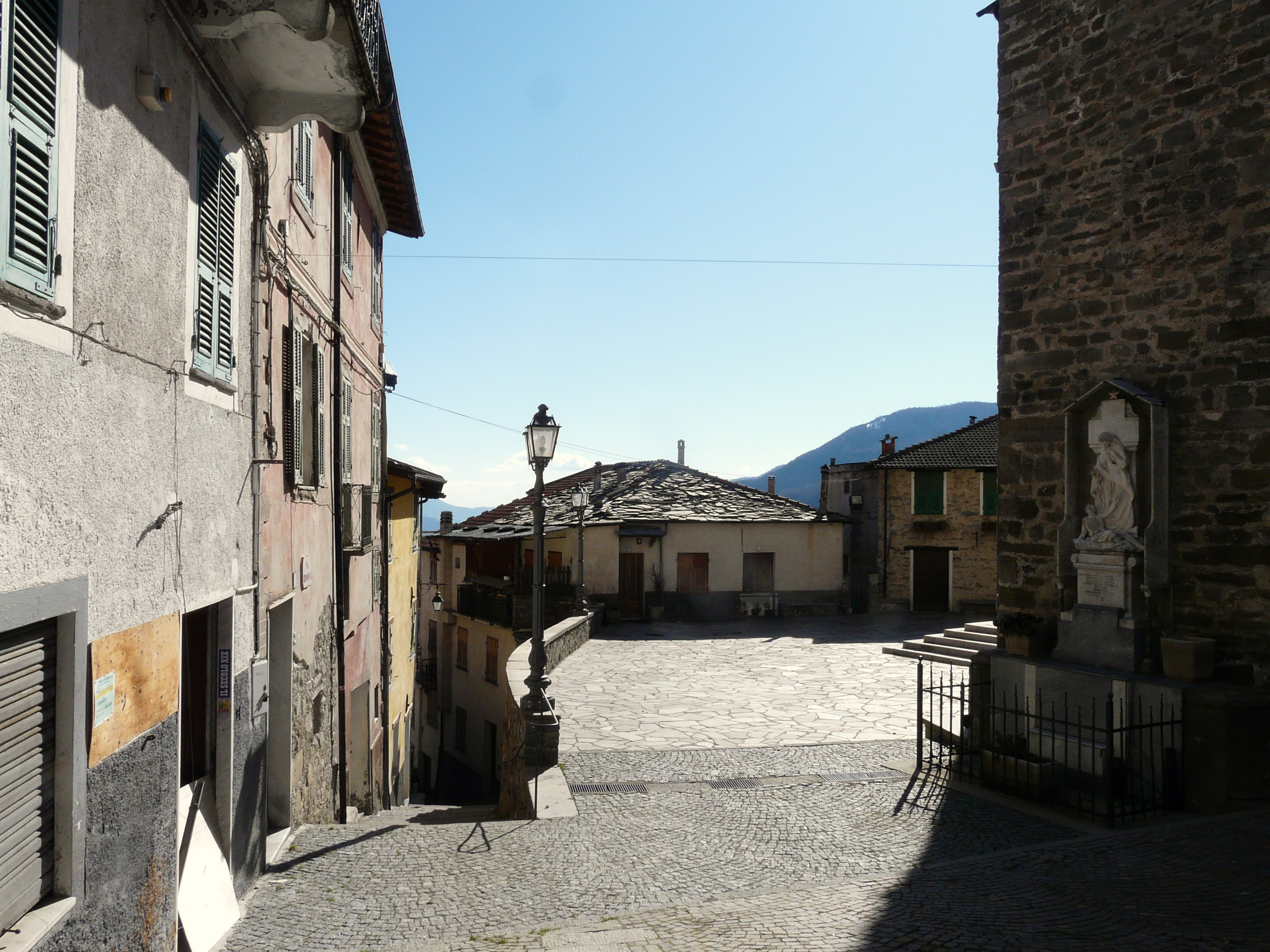
Scorcio del centro storico mendaticese

Un passaggio nel Regno di Sardegna che si attuò con il trattato di Vienna del 1735 di quei territori dell'alta valle Arroscia, delle valli di Oneglia e del Maro e che perdurò sino agli eventi napoleonici di fine XVIII secolo. Con la dominazione napoleonica entrò dal 1805 nei possedimenti del Primo Impero francese che assoggettò Mendatica nel circondario di Porto Maurizio nella giurisdizione del Dipartimento di Montenotte dal 13 giugno 1805 al 1814.
Nel 1815 il territorio fu nuovamente inglobato nel Regno di Sardegna, così come stabilì il Congresso di Vienna del 1814, e successivamente nel Regno d'Italia dal 1861. Dal 1859 al 1926 il territorio fu compreso nel V mandamento di Pieve di Teco del circondario di Porto Maurizio facente parte della provincia di Porto Maurizio (poi provincia di Imperia, dal 1923).
Nel 1924 il comune di Mendatica fu soppresso e, assieme all'ex comune di Montegrosso Pian Latte, unito alla municipalità di Cosio di Arroscia come frazioni; l'anno successivo, sempre per regio decreto, le due municipalità ritornarono indipendenti. Nel 1928 la soppressione dei due comuni di Mendatica e di Montegrosso Pian Latte portò alla costituzione dell'unico comune di Mendatica Montegrosso che ebbe vita amministrativa sino al 1950 quando i due enti furono nuovamente separati.
Dal 1973 al 31 dicembre 2008 ha fatto parte della Comunità montana Alta Valle Arroscia e, con le nuove disposizioni della Legge Regionale nº 24 del 4 luglio 2008, ha fatto parte fino al 2011 della Comunità montana dell'Olivo e Alta Valle Arroscia.

### Simboli
Stemma
Gonfalone

Lo stemma e il gonfalone sono stati concessi con decreto del presidente della Repubblica del 26 aprile 1983.

## Monumenti e luoghi d'interesse

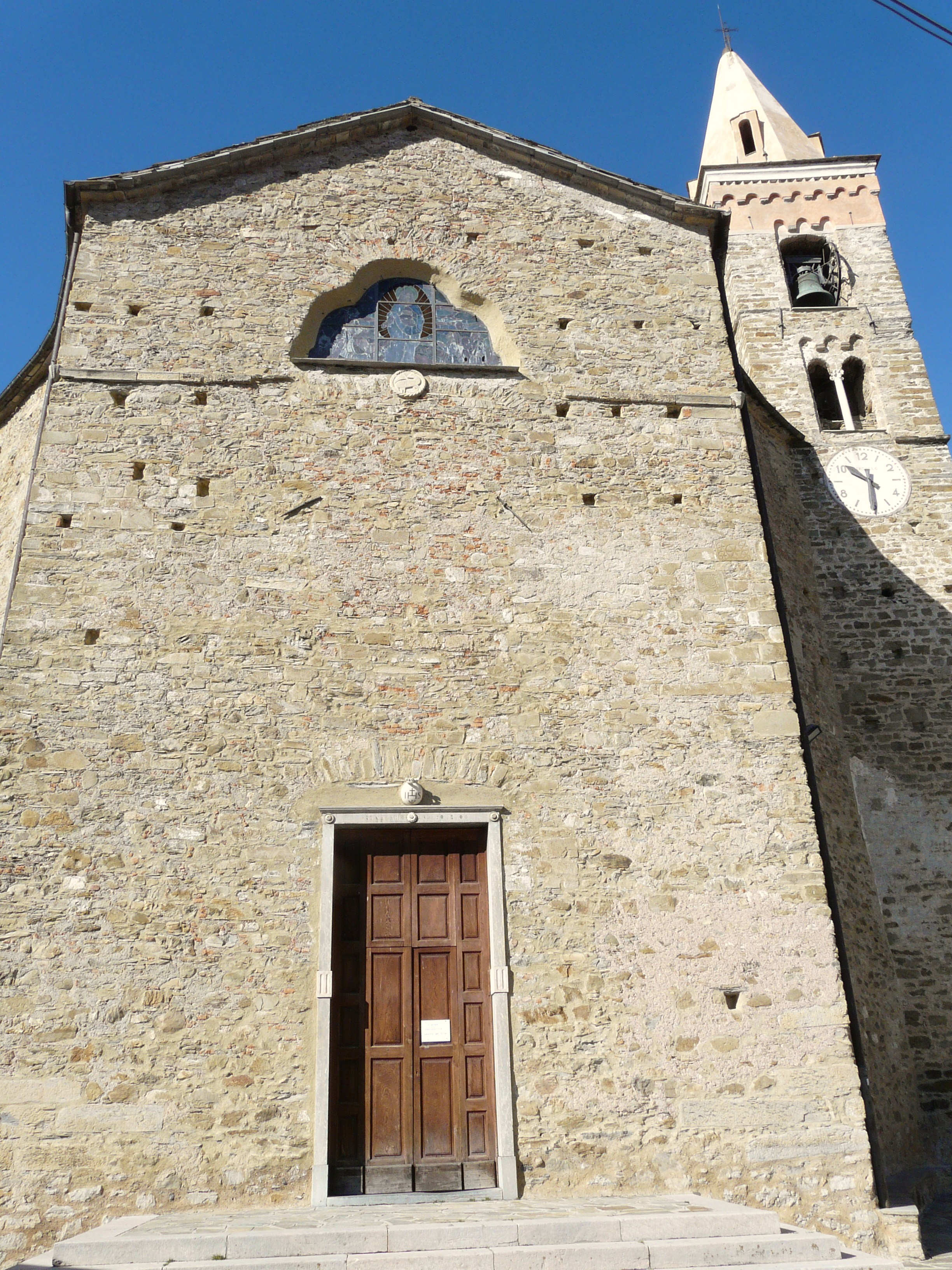
La chiesa parrocchiale dei Santi Nazario e Celso nel centro storico di Mendatica

### Architetture religiose
- Chiesa parrocchiale dei Santi Nazario e Celso nel capoluogo. L'attuale edificio fu ricostruito nel corso del XVIII secolo dopo la demolizione della prima parrocchiale del XV secolo. La nuova struttura a navata unica, in stile barocco, conserva una statua ritraente una Madonna dello scultore Anton Maria Maragliano.
- Chiesa di Santa Margherita. Eretta nel corso del XV secolo nella località denominata "delle Furche" (antico luogo di esecuzione delle condanne a morte), lungo la mulattiera per le cascate dell'Arroscia e lo scomparso Borghetto di Mendatica, presenta uno scolpito portale datato al 1512 dai maestri scalpellini di Cenova. Al suo interno sono conservati pregiati affreschi del Cinquecento raffiguranti la vita e la passione di Gesù, ed eseguiti probabilmente dal pittore Pietro Guido da Ranzo; tali cicli pittorici sono stati restaurati di recente dall'Istituto delle Belle Arti di Genova.
- Santuario della Madonna dei Colombi. L'edificio originario, edificato nel XVIII secolo con pianta ellittica e oggi diroccato, fu notevolmente danneggiato nel terremoto del 1887 di Diano Marina. Pochi anni dopo, nel 1904, la struttura fu ricostruita in stile barocco, con la caratteristica loggia primaria del tempio.

### Aree naturali
- Cascate dell'Arroscia. Le cascate sono ubicate lungo il sentiero naturalistico che collega la chiesa di Santa Margherita con la località Poilarocca e sono costituite da alcuni salti dell'acqua del torrente Arroscia, per un'altezza complessiva di circa 30 metri.

## Società

### Evoluzione demografica
Abitanti censiti

### Etnie e minoranze straniere
Secondo i dati Istat al 31 dicembre 2019, i cittadini stranieri residenti a Mendatica sono 15.

### Qualità della vita

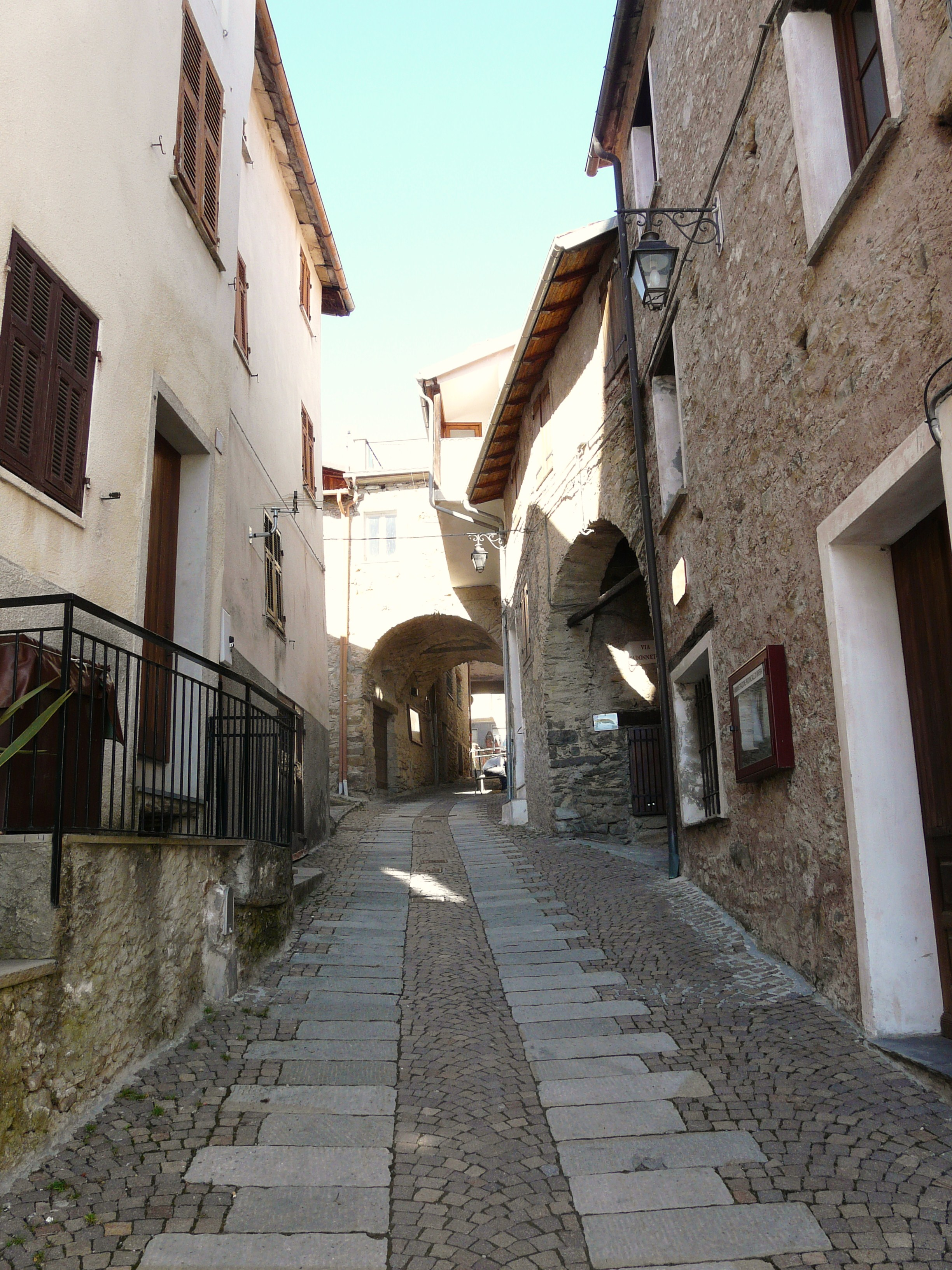
Scorcio del centro storico mendaticese

Il comune di Mendatica ha conseguito la certificazione del proprio sistema di gestione ambientale conformemente alla norma ISO 14001.

## Cultura

### Istruzione

#### Musei
- Museo storico ambientale della cultura delle Alpi Liguri.
- Laboratorio naturalistico.
- Laboratorio cartografico storico ambientale.

## Geografia antropica
Il territorio comunale è costituito, oltre al capoluogo comunale, dai nuclei abitati di Cian Prai, Le Salse, Monesi, San Bernardo, Secae, Valcona Soprana e Valcona Sottana per una superficie territoriale di 30,69 km².
Confina a nord con li comune di Cosio di Arroscia, a sud con Montegrosso Pian Latte, a ovest con Briga Alta (CN) e Triora, e a est con Cosio di Arroscia.

## Economia
Paese tipicamente montano, l'economia di un tempo era basata sulla pastorizia e l'agricoltura (patate, grano e raccolta delle castagne). Attualmente la principale risorsa economica del comune è il turismo.

## Infrastrutture e trasporti

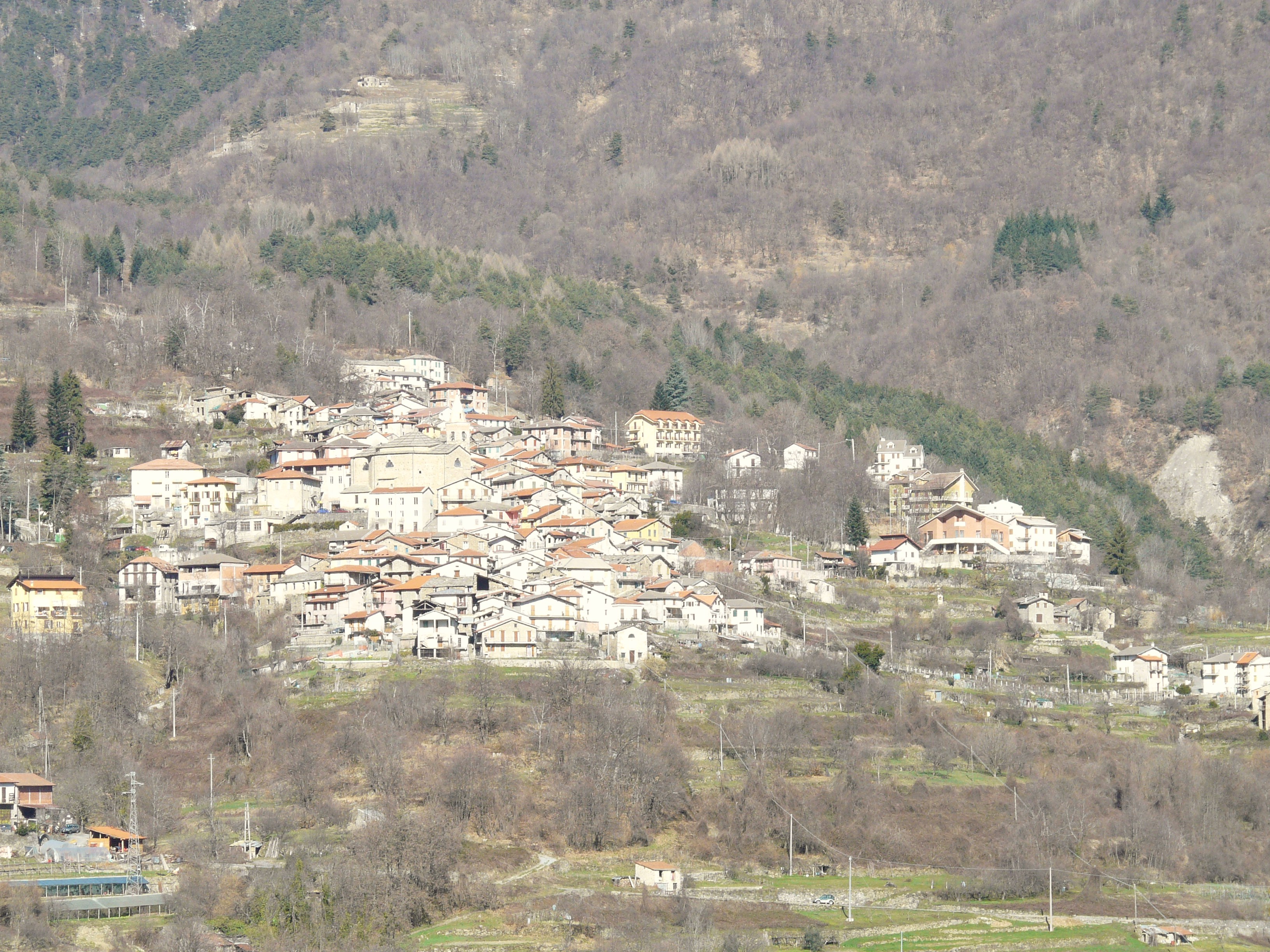
Panorama

### Strade
Il territorio di Mendatica è attraversato principalmente dalla strada provinciale 74 che permette il collegamento, verso nord, con la provinciale 1 presso la frazione di San Bernardo e l'omonimo colle; verso sud s'innesta con la provinciale 3 nel territorio di Montegrosso Pian Latte. La strada provinciale 2 collega, inoltre, il territorio mendaticese con Triora, mentre la SP 97 conduce alla frazione di Valcona Sottana e altre località del comune di Mendatica.

## Amministrazione
| Periodo        | Periodo        | Primo cittadino  | Partito                              | Carica  | Note |
| -------------- | -------------- | ---------------- | ------------------------------------ | ------- | ---- |
| 12 agosto 1985 | 16 giugno 1990 | Mariano Porro    | lista civica                         | Sindaco |      |
| 16 giugno 1990 | 24 aprile 1995 | Mariano Porro    | lista civica                         | Sindaco |      |
| 24 aprile 1995 | 14 giugno 1999 | Mariano Porro    | lista civica di centro               | Sindaco |      |
| 14 giugno 1999 | 14 giugno 2004 | Emidia Lantrua   | lista civica                         | Sindaco |      |
| 14 giugno 2004 | 7 giugno 2009  | Emidia Lantrua   | lista civica                         | Sindaco |      |
| 8 giugno 2009  | 26 maggio 2014 | Piero Pelassa    | Sviluppo e tradizione (lista civica) | Sindaco |      |
| 26 maggio 2014 | 27 maggio 2019 | Piero Pelassa    | Sviluppo e tradizione (lista civica) | Sindaco |      |
| 27 maggio 2019 | 10 giugno 2024 | Piero Pelassa    | Sviluppo e tradizione (lista civica) | Sindaco |      |
| 10 giugno 2024 | in carica      | Graziano Floccia | Insieme per Mendatica (lista civica) | Sindaco |      |

### Altre informazioni amministrative
Mendatica fa parte dell'Unione dei comuni dell'Alta Valle Arroscia.